# Eschweilera macrocarpa
Eschweilera macrocarpa är en tvåhjärtbladig växtart som beskrevs av Henri François Pittier. Eschweilera macrocarpa ingår i släktet Eschweilera och familjen Lecythidaceae. Inga underarter finns listade i Catalogue of Life.